# Gare maritime de Sotchi

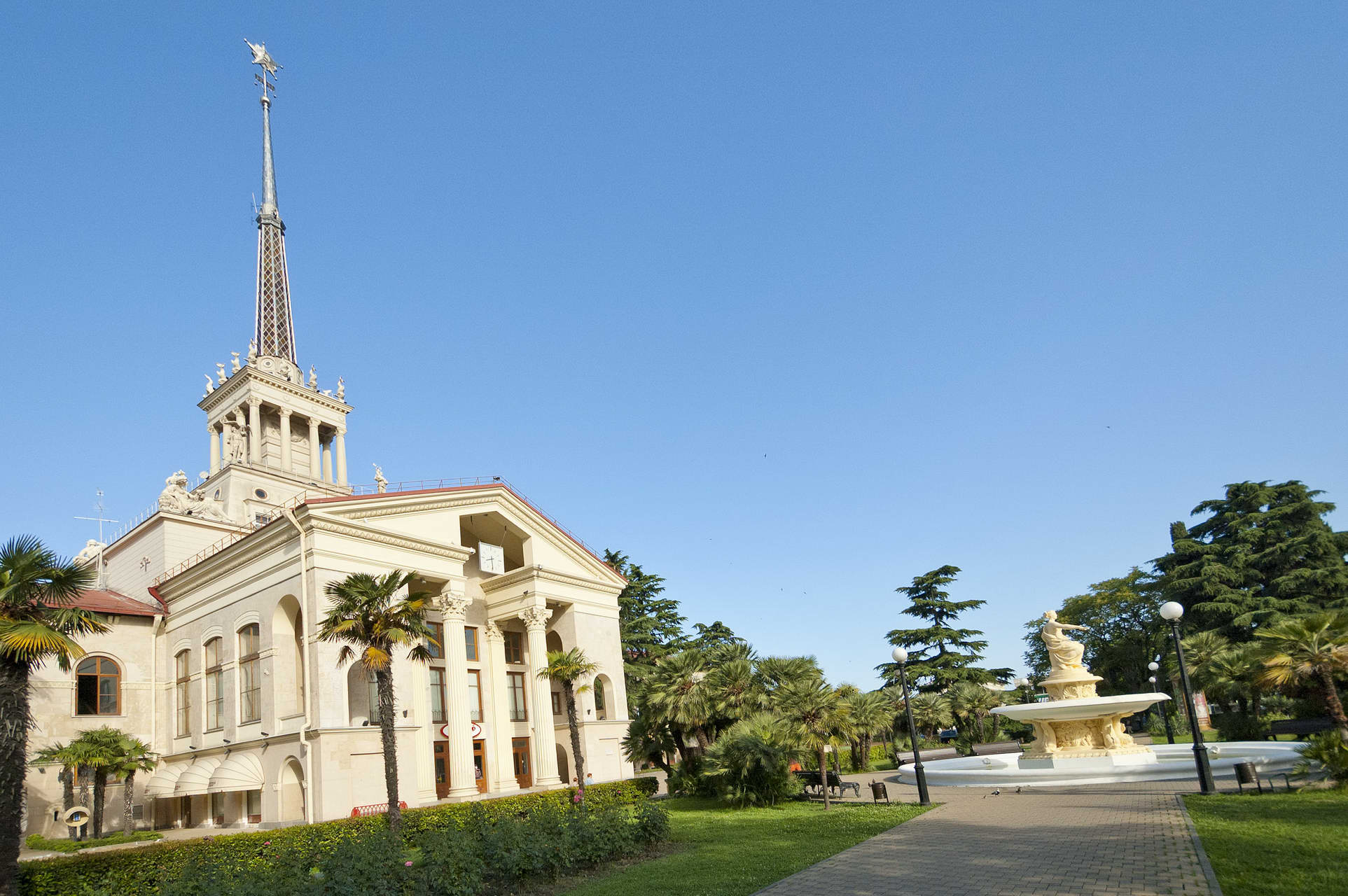
Façade arrière de la gare donnant côté ville avec sa fontaine.

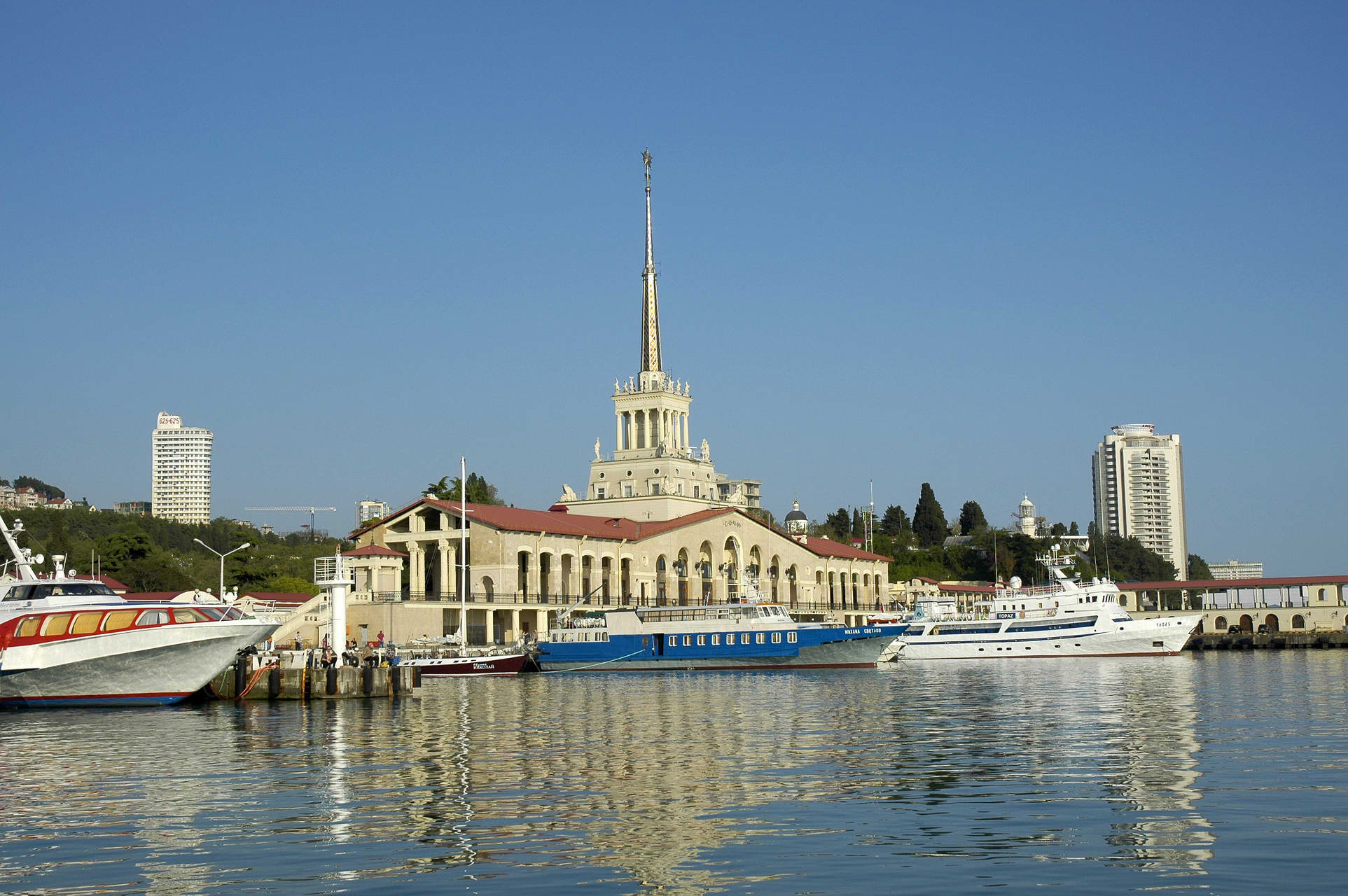
Façade côté mer.

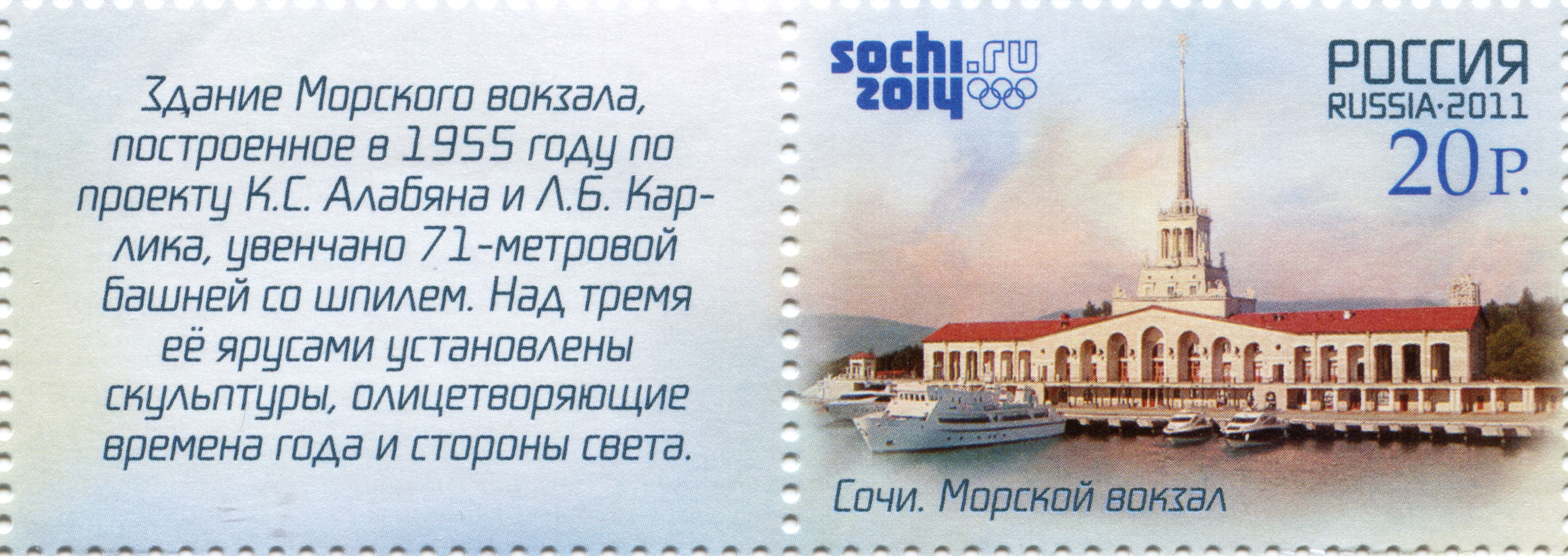
Timbre russe de 2011.

La gare maritime de Sotchi se trouve au port maritime, dépendant de la ville-arrondissement de Sotchi au sud de la Russie et au bord de la mer Noire. Elle est située dans le district central de Sotchi.

## Historique
L'édifice a été construit en 1955 par les architectes Karo Alabian (1897-1859) et Leonid Karlik. Il comporte deux étages et il est prolongé par une galerie en L renversé formant un Г qui ouvre sur les quais du port. Le bâtiment central est surplombé d'une tour avec une flèche d'acier poli. Elle mesure 71 mètres de hauteur. Aux trois niveaux de la tour, on remarque des statues aux angles, œuvres du sculpteur Vladimir Ingal (1901-1966). Elles représentent les quatre saisons et les quatre points cardinaux.
La façade arrière, du côté ville, avec son fronton de style palladien donne sur une fontaine avec une sculpture représentant assise la déesse de la mer. Le bassin supérieur est soutenu par des dauphins.
L'édifice est inscrit à la liste du patrimoine. L'édifice a servi de décor à de nombreux films soviétiques puis russes, dont le film célèbre à l'époque de l'URSS et qui a été vu par des dizaines de millions de spectateurs de toutes les républiques, Le Bras de diamant (1968).

## Liaisons
La gare relie le port de Sotchi aux stations côtières appartenant au Grand Sotchi, mais aussi à des villes plus lointaines, comme Batoum, Gagra et Trébizonde. La liaison avec la Turquie est particulièrement fréquentée.
Les stations de la navette côtière sont (du nord au sud) : Lazarevskoïe, Loo, Dagomys, Sotchi, Parc balnéaire, Matsesta, Khosta, Koudepsta, Adler.
Le port reçoit aussi les bateaux de croisière et compte parmi les arrêts de différentes compagnies de croisières russes et étrangères. Depuis 2003, le port de Sotchi est inscrit à l'Association des ports de croisière de la Méditerranée, Medcruise.

## Source
- (ru) Cet article est partiellement ou en totalité issu de l’article de Wikipédia en russe intitulé « Морской вокзал (Сочи) » (voir la liste des auteurs).